# Bill & Ted's Excellent Adventure
Bill & Ted's Excellent Adventure (bra: Bill & Ted - Uma Aventura Fantástica; prt: A Fantástica Aventura de Bill e Ted) é um filme americano de 1989, dos gêneros comédia, ficção científica e aventura, dirigido por Stephen Herek, com roteiro de Chris Matheson e Ed Solomon.

## Elenco
- Keanu Reeves ... Ted Logan
- Alex Winter ... Bill S. Preston
- George Carlin ... Rufus
- Terry Camilleri ... Napoleão Bonaparte
- Dan Shor ... Billy the Kid
- Tony Steedman ... Sócrates
- Rod Loomis ... Dr. Sigmund Freud
- Al Leong ... Genghis Khan
- Jane Wiedlin ... Joana d'Arc
- Robert V. Barron ... Abraham Lincoln
- Clifford David ... Ludwig van Beethoven
- Hal Landon Jr. ... Capitão Logan
- Bernie Casey ... Sr. Ryan
- Amy Stock-Poynton ... Missy Preston
- J. Patrick McNamara ... Sr. Preston

## Trilha sonora
- I Can't Break Away - Big Pig
- In Time - Robbie Rob
- Dancing With A Gypsy - Tora Tora
- Dangerous - Shark Island
- No Right To Do Me Wrong - Range War
- Not So Far Away - Glen Burtnick
- The Boys And Girls Are Doing It - Vital Signs
- Party Up - Rori
- Walk Away - Bricklin
- Father Time - Shark Island
- Play With Me - Extreme
- Bad Guitar - Stevie Salas
- Two Heads Are Better Than One - Power Tool